# Tannersville
Tannersville es una villa ubicada en el condado de Greene, estado de Nueva York, Estados Unidos. Según el censo de 2020, tiene una población de 568 habitantes.

## Geografía
La localidad está ubicada en las coordenadas 42°11′38″N 74°8′4″O / 42.19389, -74.13444 (42.193855, -74.134433).

## Demografía
Según la Oficina del Censo, en 2000 los ingresos medios por hogar en la localidad eran de $28 500 y los ingresos medios por familia eran de $37 500. Los hombres tenían unos ingresos medios de $27 708 frente a los $27 000 para las mujeres. La renta per cápita para la localidad era de $15 318. Alrededor del 18.5% de la población estaba por debajo del umbral de pobreza.
De acuerdo con la estimación 2015-2019 de la Oficina del Censo, los ingresos medios por hogar en la localidad eran de $53 750 y los ingresos medios por familia eran de $67 857. Alrededor del 17.5% de la población está por debajo del umbral de pobreza.

## Turismo
Debido a su proximidad a la zona de esquí de Hunter Mountain, funciona como el distrito comercial local, con posadas, restaurantes y tiendas.
La localidad está experimentando una afluencia de turistas, tanto de Nueva York como de otras áreas, que se sienten atraídos por sus abundantes senderos para caminatas, cascadas y su distrito histórico, incluido en el Registro Nacional de Lugares Históricos (NRHP) en 2008. Otros edificios listados por NRHP son la All Souls Church y Hathaway.